# Crotaphytus dickersonae
Crotaphytus dickersonae är en ödla i familjen Crotaphytidae som förekommer i västra Mexiko. Populationen listades tidigare som underart till halsbandsleguan (Crotaphytus collaris) och efter olika studier godkänns den som art. Artepitetet i det vetenskapliga namnet hedrar Mary Cynthia Dickerson som var kurator för iktyologi och herpetologi vid American Museum of Natural History.
Arten har på ovansidan en blå till turkos grundfärg. På grundfärgen förekommer vita fläckar. Svansen är från sidan avplattad och på varje sida finns en längsgående vitaktig strimma. Påfallande är flera orange tvärband på grundfärgen.
Utbredningsområdet ligger på ön Tiburón i Californiaviken. Arten lever dessutom på fastlandet i närheten i en remsa längs kusten i delstaten Sonora. Individerna vistas i kulliga regioner med klippor. Växtligheten är sparsamt med buskar och låga växter. Honor lägger ägg.
Crotaphytus dickersonae kan påverkas negativ av störningar från människor. Några personer i befolkningen har missuppfattningen att ödlans bett är giftigt. Hela populationen anses vara stabil. IUCN listar arten som livskraftig (LC).